# Жасминоцереус
Жасминоцереус (лат. Jasminocereus) — монотипный род суккулентных растений семейства Кактусовые (Cactaceae) произрастающий на Галапагосских островах (Эквадор). На 2023 год, включает один вид — Jasminocereus thouarsii. Произрастает в основном в сезонно засушливом тропическом биоме. В 2005 году был включен в Красный список исчезающих видов МСОП.

## Название

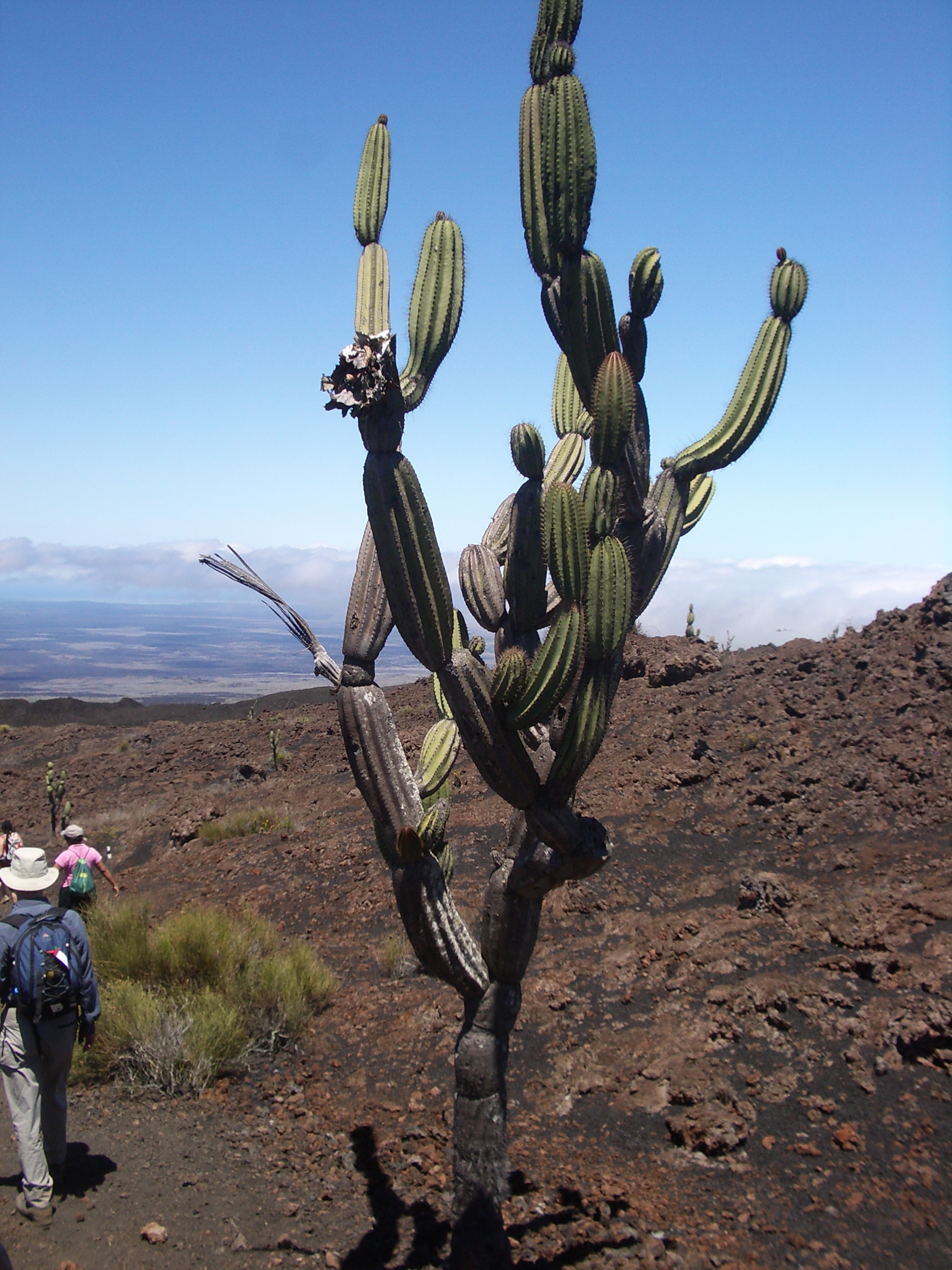
Габитус

Название рода Jasminocereus отсылает к аромату ночных цветков растения, напоминающих аромат Жасмина (Jasminum). 
Русскоязычное название является транслитерацией латинского.

## Описание
Jasminocereus thouarsii — древовидный кактус с толстым зелёным или зеленовато-желтым стеблем, который обычно разделяется на несколько ветвей. Растение вырастает до 5 м в высоту. Стебель и ветви имеют от 11 до 22 ребер и несут группы до 35 колючек, которые различаются по цвету от белого и жёлтого до красновато-коричневого или чёрного. Колючки до 9 см в длину.
Цветки до 6 см в диаметре, раскрываются ночью и имеют белые, желтые или оливково-зеленые лепестки. Плоды от зеленоватых до красновато-фиолетовых ягод, имеют много черных семян.

## Таксономия

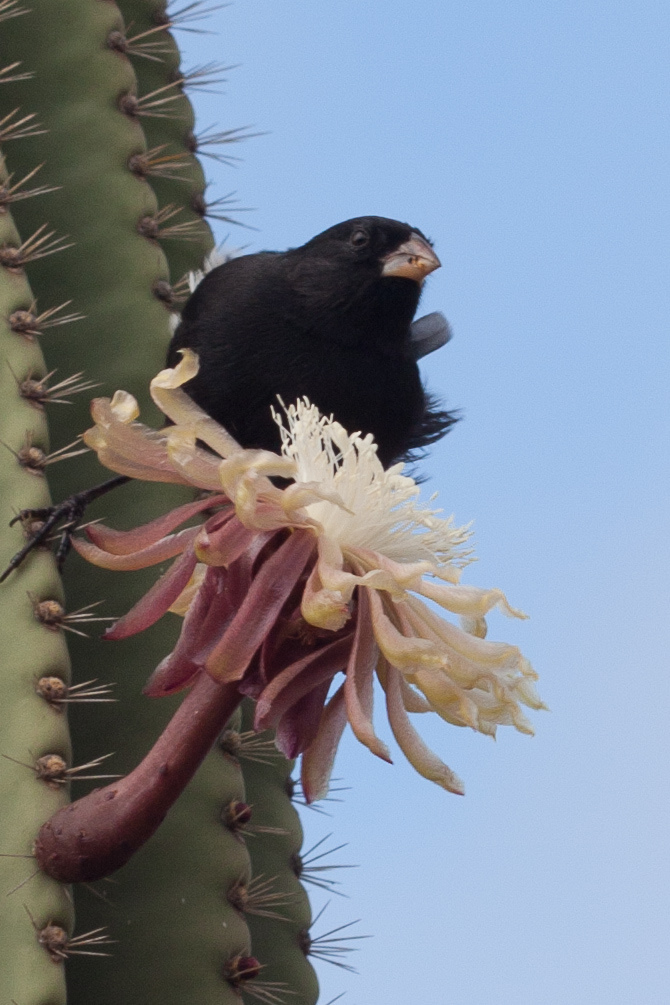
Цветок

Jasminocereus Britton & Rose, первое упоминание в Cact. 2: 146 (1920).

### Виды
По данным сайта Plants of the World Online на 2023 год, род включает один подтвержденный вид:
- Jasminocereus thouarsii (F.A.C.Weber) Backeb.

#### Синонимы (вида)
Гомотипные (основанные на одном и том же номенклатурном типе):
- Brachycereus thouarsii (F.A.C.Weber) Britton & Rose (1920)
- Cereus thouarsii F.A.C.Weber (1899)

Гетеротипные (основанные на разных номенклатурных типах):
- Cereus galapagensis F.A.C.Weber (1899)
- Cereus sclerocarpus K.Schum. (1903)
- Jasminocereus galapagensis Britton & Rose (1920)
- Jasminocereus howellii E.Y.Dawson (1962)
- Jasminocereus howellii var. delicatus E.Y.Dawson (1962)
- Jasminocereus sclerocarpus (K.Schum.) Backeb. (1944)
- Jasminocereus thouarsii var. chathamensis E.Y.Dawson (1962)
- Jasminocereus thouarsii var. delicatus (E.Y.Dawson) E.F.Anderson & Walk. (1970)
- Jasminocereus thouarsii subsp. howellii (E.Y.Dawson) Guiggi (2020)
- Jasminocereus thouarsii var. sclerocarpus (K.Schum.) E.F.Anderson & Walk. (1970)